# LOVER'S DAY II
『LOVER'S DAY II』（ラヴァーズ・デイ ツー）は、氷室京介の2作目のインストゥルメンタル・アルバム。1999年1月27日に東芝EMI/パーロフォンよりリリースされた。その後、2003年7月21日にリマスタリングされ、コピーコントロールCD・紙ジャケット仕様で再リリースされた。

## 解説
バラードを中心に氷室京介のソロ名義による楽曲を井上鑑がプロデュースしたインストゥルメンタル作品集の第2弾。
選曲は主に1993年の『Memories Of Blue』、1994年の『SHAKE THE FAKE』、1996年の『MISSING PIECE』の3作からであるが、他にもBOØWY時代の楽曲「CLOUDY HEART」や、1作目のインストゥルメンタル・アルパム『LOVER'S DAY double happiness』にも収録されていたタイトルチューン「LOVER'S DAY」が新たなアレンジで再録されている。

## 収録曲
| 全編曲: 井上鑑。 |                       |           |                        |      |
| #                | タイトル              | 作詞      | 作曲                   | 時間 |
| 1.               | 「KISS ME」           |           | 氷室京介               | 4:52 |
| 2.               | 「WALTZ」             |           | 氷室京介               | 6:23 |
| 3.               | 「魂を抱いてくれ」    |           | 氷室京介               | 3:04 |
| 4.               | 「Memories Of Blue」  |           | 氷室京介               | 6:04 |
| 5.               | 「RAINY BLUE」        |           | 氷室京介               | 6:21 |
| 6.               | 「TRUE BELIEVER」     |           | 氷室京介、ホッピー神山 | 5:32 |
| 7.               | 「Urban Dance」       |           | 氷室京介               | 4:04 |
| 8.               | 「Good Luck My Love」 |           | 氷室京介               | 3:29 |
| 9.               | 「CLOUDY HEART」      |           | 氷室京介               | 5:48 |
| 10.              | 「YOU'RE THE RIGHT」  |           | 氷室京介               | 5:25 |
| 11.              | 「FOREVER RAIN」      |           | 氷室京介               | 3:56 |
| 12.              | 「LOVER'S DAY」       |           | 氷室京介               | 4:11 |
| 合計時間:        | 合計時間:             | 合計時間: | 59:09                  |      |

## 参加ミュージシャン
- 井上鑑 - キーボード、アコースティック・ギター、ベース、プログラミング
- Ian Bairnson - エレクトリック・ギター、アコースティック・ギター
- 瀬木貴将 - サンポーニャ
- 金子飛鳥 - ヴァイオリン
- バカボン鈴木 - ベース
- 山木秀夫 - ドラムス、パーカッション
- Paul Spong、Flugel Horn、Frank Ricotti - パーカッション
- Christopher Tambling、Ian Humphries、Ann Morfee、Richard Milone - ヴァイオリン
- Nick Barr、Clare Finnimore - ヴィオラ
- Louise Hopkins、Nick Cooper - チェロ